# Flêtre
Flêtre (westflämisch: Vletern oder Vleeter) ist eine französische Gemeinde mit 946 Einwohnern (Stand: 2022) im Département Nord in der Region Hauts-de-France. Sie gehört zum Arrondissement Dunkerque und ist Mitglied im Gemeindeverband Cœur de Flandre Agglo. Die Bewohner werden Flêtrois und Flêtroises genannt.

## Geografie

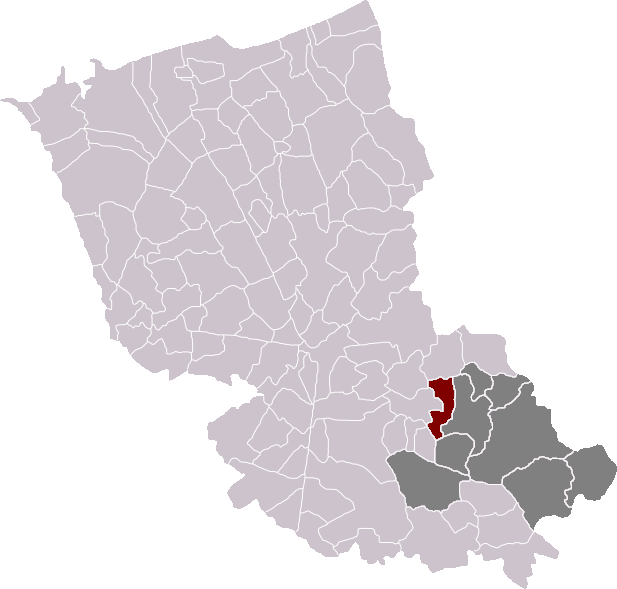
Lage von Flêtre im Arrondissement Dunkerque

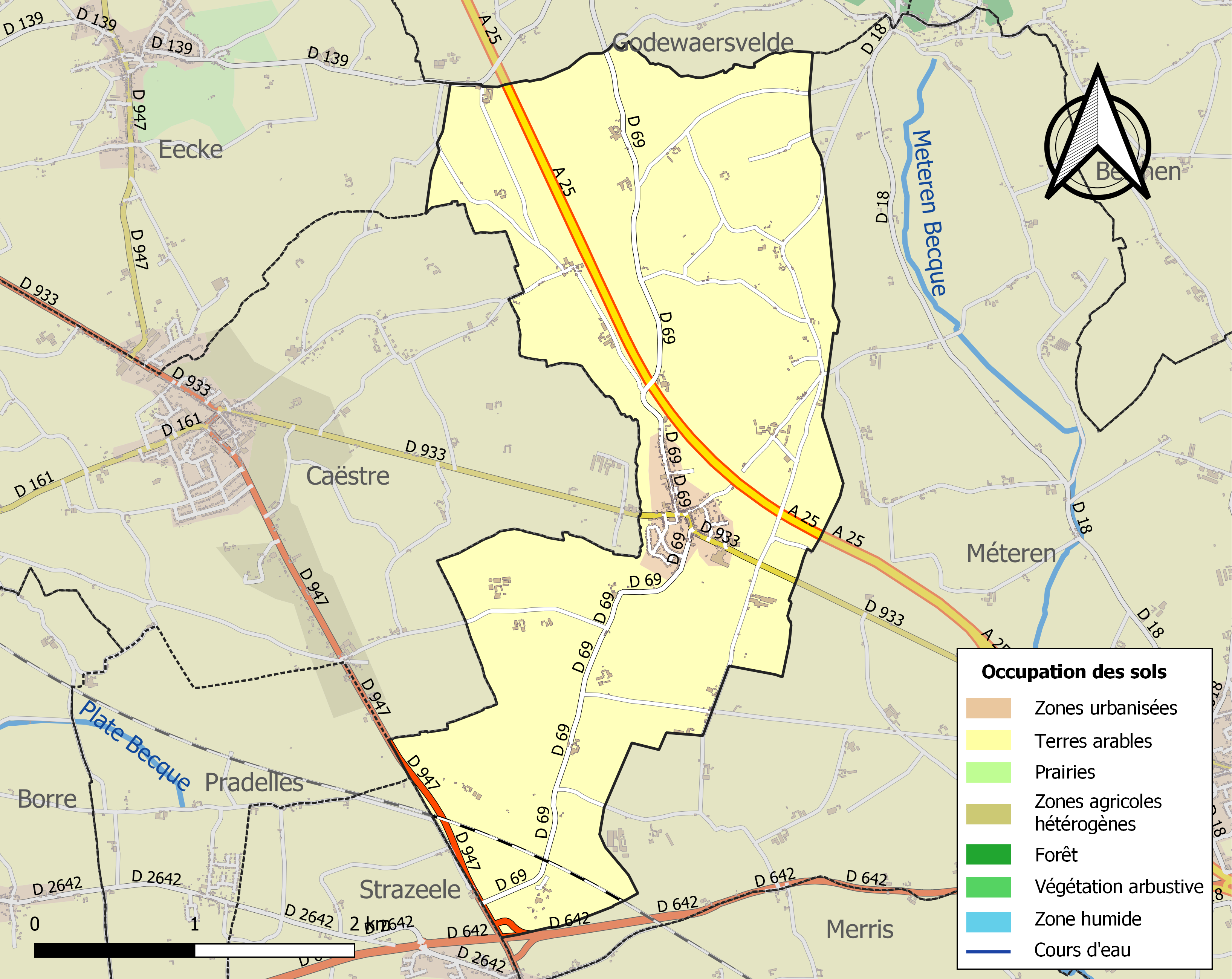
Bodennutzung und Infrastruktur der Gemeinde (2018)

Flêtre liegt in Französisch-Flandern, etwa 37 Kilometer südsüdöstlich von Dünkirchen und etwa acht Kilometer südwestlich der Grenze zu Belgien. Die Gemeinde befindet sich in der Région naturelle Houtland in der Hügelkette der Monts de Flandre.
Sie wird entwässert von der zeitweise trockenfallenden Flêtre, der Becque de Flêtre, der Foëne Becque, auch Ruisseau du Galge genannt, der Vleeterbeek, auch Becque de Godewaersvelde genannt, dem zeitweise trockenfallenden Flüsschen Courte Croix und verschiedenen kleineren Bächen. Das Zentrum liegt auf einer Höhe von etwa 40 m. Das Gelände steigt nach Nordosten hin auf eine maximale Höhe von 87 m an, im Süden auf etwa 50 m.
Ein Teil des Gebiets von Flêtre gehört zu den ZNIEFF-Naturzonen „Le Mont Noir“ (310013740) und „Mont des Cats, monts de Boeschèpe et Mont Kokereel“ (310013758). Etwa 97 % der Fläche der Gemeinde werden landwirtschaftlich genutzt, der Rest entfällt auf bebaute Flächen (Stand: 2018).
Flêtre grenzt im Norden an Godewaersvelde, im Osten und Südosten an Méteren, im Südwesten an Strazeele, im Westen an Caëstre und im Nordwesten an Eecke.

## Bevölkerungsentwicklung
| Jahr                       | 1962 | 1968 | 1975 | 1982 | 1990 | 1999 | 2006 | 2013 | 2020 |
| Einwohner                  | 650  | 660  | 623  | 662  | 709  | 742  | 764  | 979  | 992  |
| Quellen: Cassini und INSEE |      |      |      |      |      |      |      |      |      |

## Sehenswürdigkeiten
Siehe auch: Liste der Monuments historiques in Flêtre
- Der Bergfried der Burg Wignacourt wurde im 15. Jahrhundert erbaut. Im Jahr 1532 ging die Herrschaft Flêtre durch Heirat an die Familie Wignacourt über. Im Jahr 1799 wurde die Burg zerstört, der Bergfried blieb jedoch erhalten, da sich seine Zerstörung als zu schwierig erwies. Zu Beginn des 19. Jahrhunderts kaufte ein Industrieller das Anwesen, errichtete an der Stelle der zerstörten Burg eine Residenz und baute den Bergfried in einen Empfangsraum um, der mit Täfelungen im Louis-quinze-Stil dekoriert war. Von 1869 bis 1872 wurde südlich des Bergfrieds ein neugotisches Herrenhaus errichtet, dessen Grundriss und ursprüngliche Ausstattung noch erhalten sind. Der Bergfried ist seit 2002 als Monument historique eingeschrieben.
- Hallenkirche Saint-Mathieu, im 14. Jahrhundert einschiffig, im 18. Jahrhundert durch Anbau von Seitenschiffen mit eigenen Dächern vergrößert
- Militärfriedhof
- Gefallenendenkmal
- Oratorium Notre Dame de la Consolation im Weiler Thieushouck, zu Beginn des 21. Jahrhunderts neu gebaut

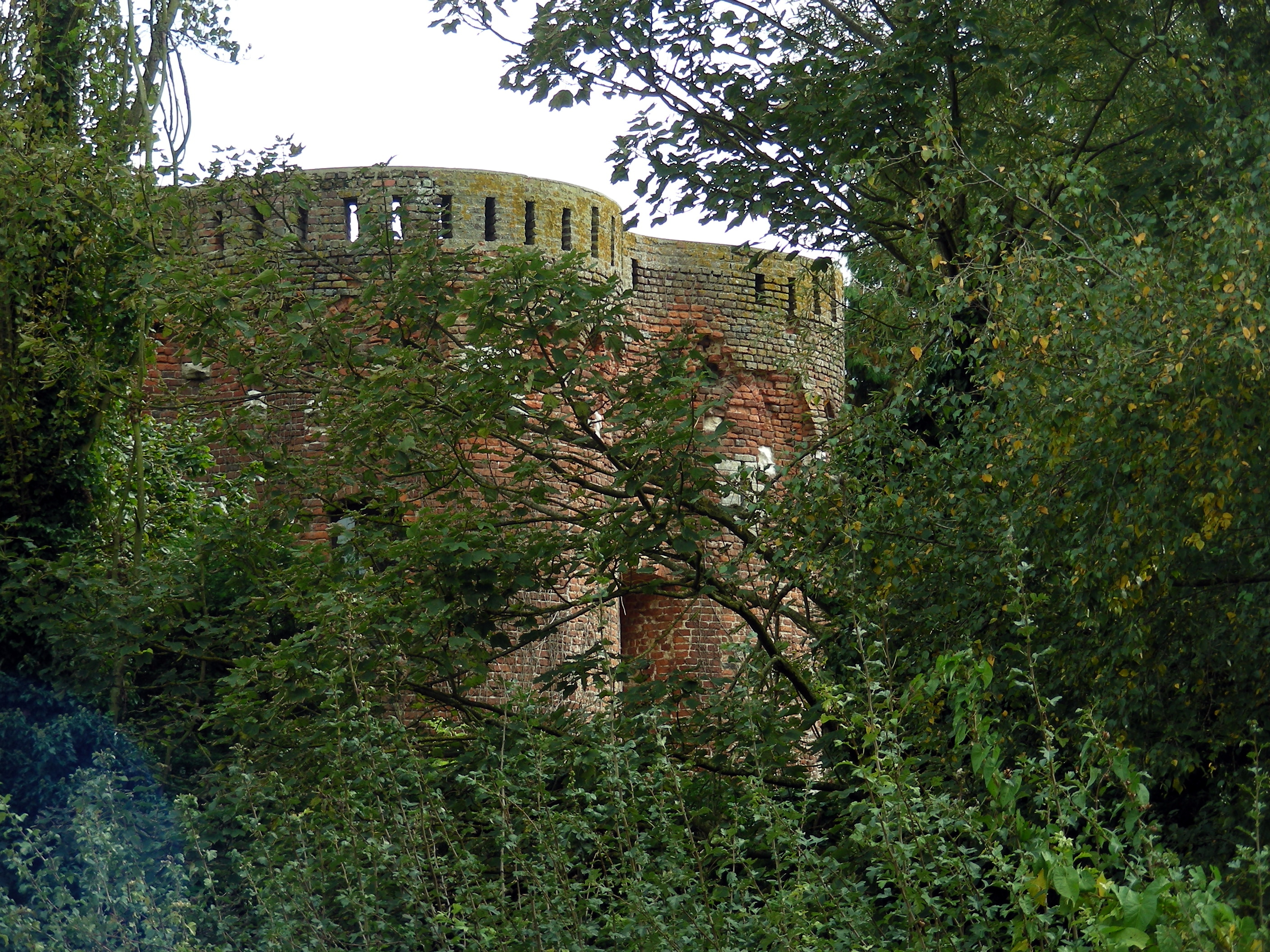
Bergfried der Burg Wignacourt
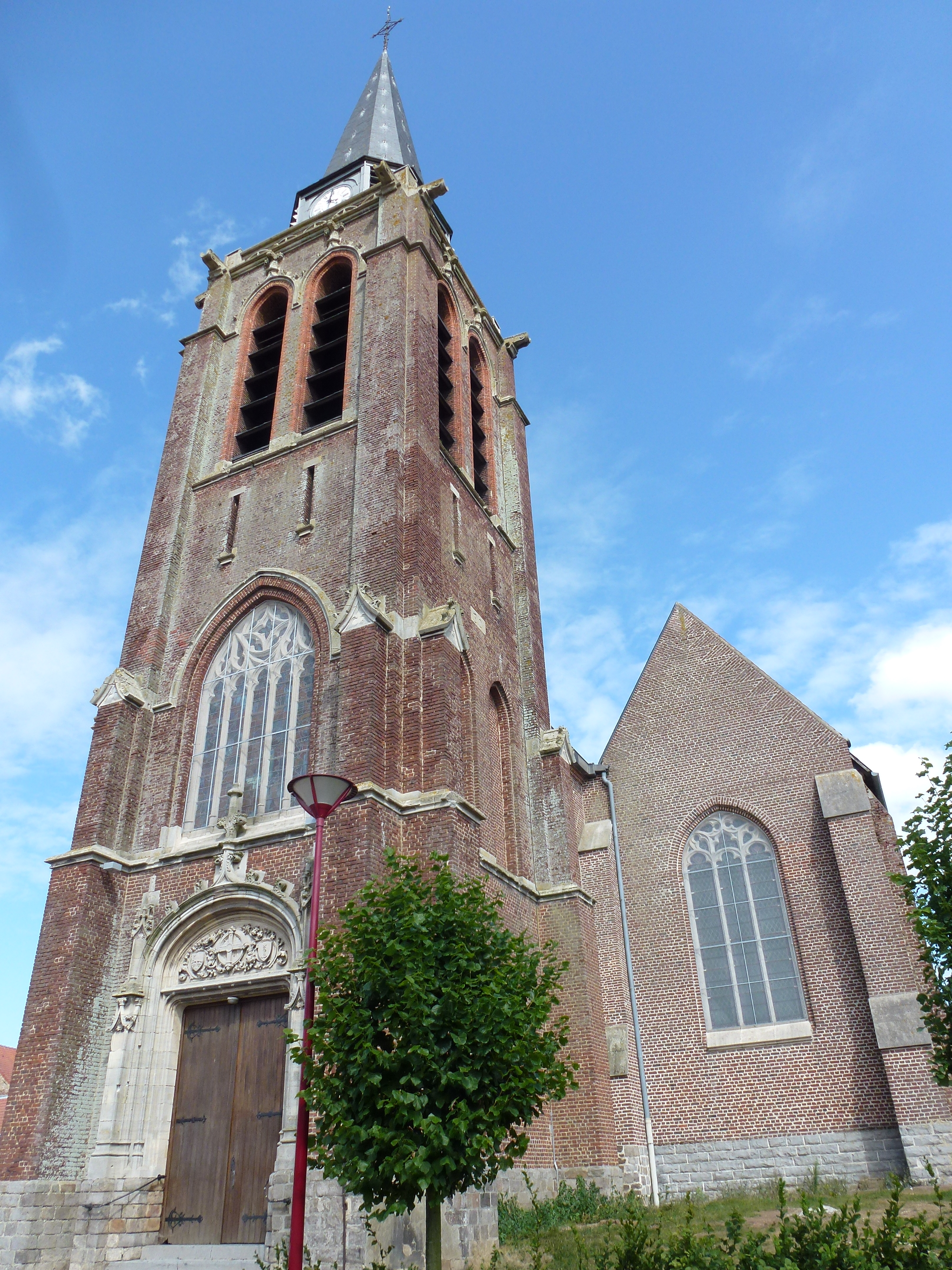
Kirche Saint-Mathieu
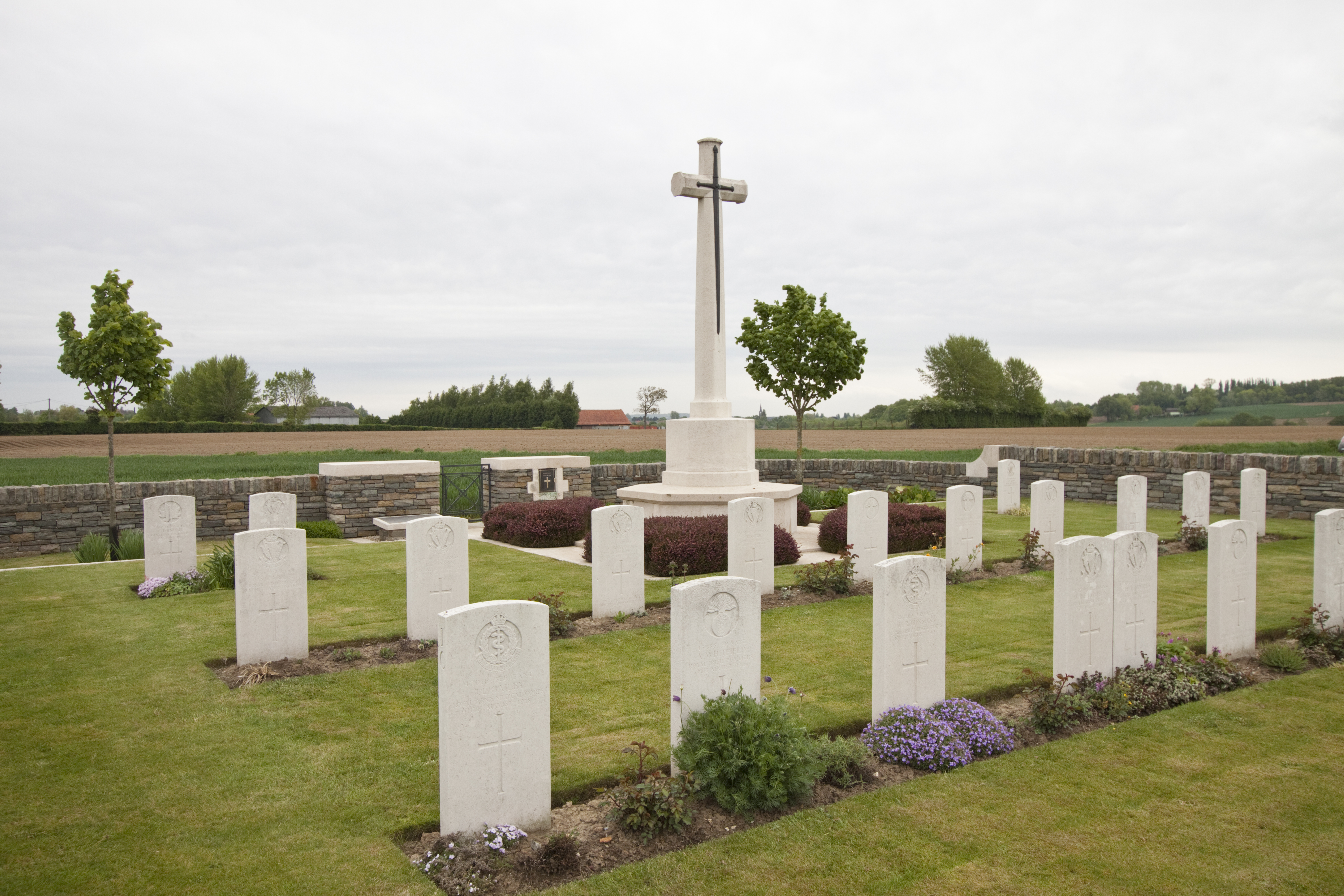
Militärfriedhof
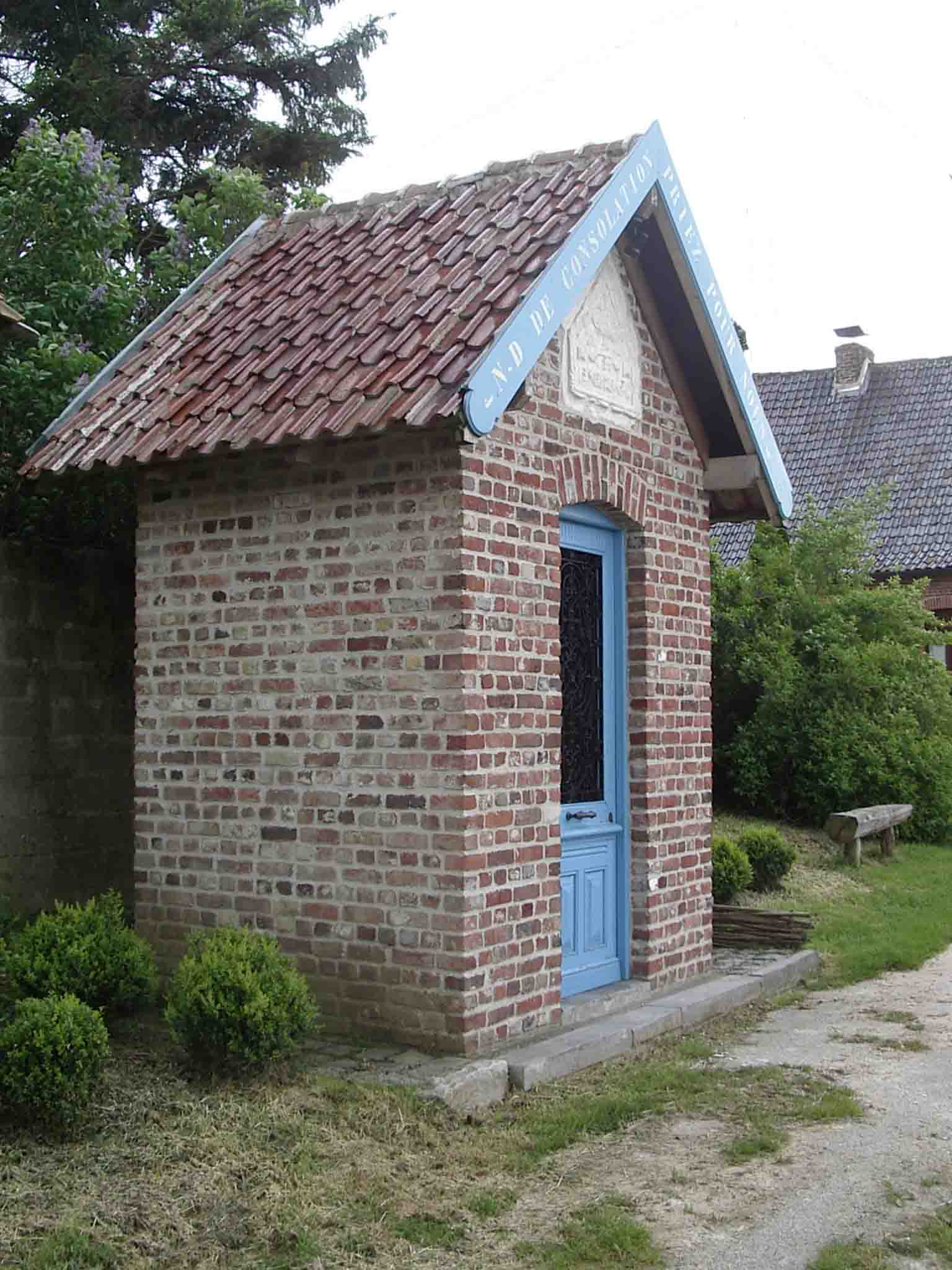
Oratorium Notre Dame de la Consolation

## Verkehr
Die Autoroute A 25 von Lille nach Dünkirchen durchquert das Gemeindegebiet von Südost nach Nordwest ohne Anschlussstelle. Die Departementsstraße D 947, die ehemalige Route nationale 347 von Lens nach Bray-Dunes, wird entlang der südwestlichen Gemeindegrenze geführt. Die Departementsstraße D 933, die ehemalige Route nationale 42 von Boulogne-sur-Mer über Caëstre nach Lille über Méteren, durchquert das Gemeindegebiet von Nordwest nach Südost. Die nachgeordnete D 69 verbindet das Zentrum von Flêtre mit Godewaersvelde im Norden und mit Strazeele im Süden. Busse einer Linie der Transportgesellschaft Arc-en-Ciel des Départements Nord verbinden Flêtre mit Steenvoorde und Winnezeele im Norden und mit Armentières über Bailleul im Südosten.